# Bohuslav Slánský
Bohuslav Slánský (26. ledna 1900 Praha – 30. července 1980 Česká Kamenice) byl český malíř a restaurátor. Byl prvním, kdo v tehdejším Československu používal rentgenovou fotografii a založil restaurování jako samostatný studijní obor na Akademii výtvarných umění v Praze, kde byl profesorem. Svými znalostmi a výsledky v tomto oboru dosahoval mezinárodní úrovně.

## Život
Bohuslav Slánský se narodil jako nejmladší ze tří synů magistrátního úředníka Antonína Slánského (1864-??) a Anny Slánské, rozené Haužvicové (1869-??) v Praze 26. ledna 1900. Umělecké a odborné vzdělání započal v letech 1918 – 1924 na Akademii výtvarných umění v Praze v ateliéru malby Maxmiliána Pirnera a Maxe Švabinského. V roce 1924 získal stipendium na cestu do Itálie (1. cena soutěže ateliéru Maxe Švabinského), v témže roce se oženil se svoji spolužačkou Ludmilou Hoppeovou (1898-1985), dcerou generála Viktora Hoppeho. Spolu s manželkou vyučovali kresbu a figurální malbu a připravovali na zkoušky na umělecké školy. Mezi lety 1927 – 1929 podnikl studijní cesty do západní Evropy a Itálie.
Rozhodnut věnovat se oboru restaurování nastoupil ke studiu u vědce a pedagoga Prof. Maxe Doernera, vyučujícího techniky a technologii malby na Akademii v Mnichově. Pokračoval u prof. Serafina Mauera na Akademii ve Vídni, dále pak u prof. Klause v Drážďanech, kde se věnoval především studiu obrazů starých mistrů. Praxi získal v Muzeu Franse Halse v Haarlemu, kde se poprvé setkal s moderními metodami průzkumu (použití rentgenové a ultrafialové fotografie).
V letech 1934-1946 byl zaměstnán v restaurátorské dílně Národní galerie (tehdy Obrazárny Společnosti vlasteneckých přátel umění). Významná byla jeho spolupráce s tehdejším ředitelem dr. Vincentem Kramářem, předním znalcem českého středověku i avantgardního umění. V roce 1947 byl jmenován profesorem na Akademii výtvarných umění v Praze, kde založil speciální ateliér restaurátorských technik a působil zde až do roku 1970. Během činnosti na Akademii prof. Slánský rozšířil svůj zájem v oblasti restaurování na polychromované gotické plastiky a nástěnné malby. Svůj pedagogický názor shrnul v dokumentu „O koncepci speciální školy restaurátorských a malířských technik“, kde specifikoval rozsah znalostí a dovedností absolventa - restaurátora. Své rozsáhlé vědomosti z restaurátorské praxe publikoval v dvoudílném spise "Techniky malby" (vyšlo poprvé v SNKLU 1953 a 1956, znovu vydáno nakladatelstvím Paseka 2003), které patří k základní literatuře v restaurátorském oboru.
K úmrtí Bohuslava Slánského vydalo Rudé právo nekrolog hodnotící obdivně jeho dílo.

## Restaurátorská praxe
Restaurátorské praxi věnoval velkou část svého života a konzervoval a restauroval velké množství uměleckých děl. Jeho prvním náročným restaurátorským úkolem byl v roce 1931 gotický deskový obraz Trůnící madony z Jindřichova Hradce, na kterém provedl jako první v českém prostředí podrobný restaurátorský průzkum s použitím přírodovědných metod. Pomocí rentgenových snímků identifikoval rozsáhlé přemalby z 19. století, které pak byly odstraněny a obraz byl prezentován ve své původní, gotické podobě. Tato práce byla publikována ve Štencově "Umění" společně s významnou statí „Zkoumání obrazů přírodovědnými metodami“. Slánský se v této stati důsledně zasazoval za přísnou konzervaci a zachování originálu v maximální možné míře. To mělo vliv i na zvyšující se nároky na použité materiály v restaurátorské praxi. Důraz kladl především na odstranitelnost doplňků, retuší i použitých laků na restaurovaném díle, ale zároveň zastával názor, že jedním z hlavních cílů restaurátora musí být obnovení výtvarně-estetického účinku díla.
Středověké malbě se Slánský věnoval nejen jako restaurátor a technolog, ale přispíval také k hledání linie vývoje české gotické malby. Významná byla jeho spolupráce s historiky umění prof. Antonínem Matějčkem a Jaroslavem Pešinou. Jednou z jeho nejdůležitějších prací bylo restaurování deskových obrazů Mistra Theodorika v kapli sv. Kříže na Karlštejně. Hájil jejich autentičnost a Mistra Theodorika považoval za jednoho z největších gotických mistrů v Evropě. Na restaurování deskových a nástěnných maleb na Karlštejně se od roku 1932 podílela i jeho manželka Ludmila Slánská, jež byla jeho nejbližší spolupracovnicí. Mezi Slánským restaurovaná středověká umělecká díla patří například Madona z Veveří, Madona z Rudolfova, Madona Strahovská, Zbraslavská a Roudnická madona, nebo Krucifix z Českého Krumlova, Obraz Jana Očka z Vlašimi, tzv. Kapucínský cyklus, Litoměřický oltář apod. Také se zabýval záchranou nástěnných maleb Josefa Navrátila v Jirnech, Ploskovicích a Nových Mlýnech. Poznatky o Navrátilových malbách publikoval ve stati o Josefu Navrátilovi jako obnoviteli české nástěnné malby (1956) a jako spoluautor s V. V. Štechem v publikaci o Jirnech z roku 1958.
Prof. Slánský byl nejen vynikajícím restaurátorem ale i tvůrčím malířem; zastával názor, že dobrý restaurátor by se měl věnovat také vlastní volné tvorbě. Z jeho prací se zachovaly krajinomalby, zátiší i portréty. Jako malíři mu byly po jeho smrti uspořádány výstavy v Praze a Mariánských Lázních, kde byl vystaven výběr 71 obrazů.

## Výstavy
- 1946 výstava Tři obrazy v Národní galerii v Praze (restaurování)
- 1965 vystavuje s restaurátorskou skupinou R64 v Galerii V. Kramáře v Praze
- 1971 výstava restaurátorských prací z let 1930-1970 v Národní galerii v Praze
- 1988/1989 výstava v Galerii D v Praze, Bohuslav Slánský - malířské dílo
- 1989 výstava malířského a restaurátorského díla v Mariánských Lázních

## Publikační činnost
- Technika malby. I. díl - Malířský a konservační materiál, Praha 1953
- Technika malby. II. díl – Průzkum a restaurování obrazů, Praha 1956
- Technika malby. III díl – Historické techniky (nedokončen)
- Jirny/Josef Navrátil, (spoluautor V.V. Štech), Praha 1958
- Technika v malířské tvorbě, Praha 1973 a 1976
- Výsledky svých prací publikoval na stránkách Štenclova umění, Volných směrů i Zpráv památkové péče

## Ocenění
- 1954 Státní cena Klementa Gottwalda
- 1970 zasloužilý umělec
- 1980 Řád práce
- 2002 Státní cena za památkovou péči in memoriam